# Miguel Núñez González
Miguel Núñez González (Madrid, 12 d'agost del 1920 - Barcelona, 12 de novembre del 2008) fou un polític comunista català d'origen madrileny.
Va néixer al barri de Lavapiés de Madrid, i va estudiar en el col·legi de les Escoles Pies del carrer Mesón de Paredes. En 1932 ingressa a l'Escola Superior de Comerç (ESC) de Madrid, en la qual encara es trobava el 1936, quan va esclatar la Guerra Civil espanyola.
Amb quinze anys s'afilià a la Joventuts Socialistes Unificades i a la Federació Universitària Espanyola. En començar la guerra civil espanyola s'afilià al PCE, intentà organitzar les JSU per a la defensa de Madrid i marxà de voluntari al front amb el batalló de milicians de la Cultura, per després acabar sent el 1938 comissari polític del 64 Batalló d'Obres i Construccions. Al març de 1939, després del cop d'estat del coronel Casado, és detingut en la seva unitat i confinat al costat d'altres combatents comunistes en la caserna del Comte de Toreno, del que aconsegueix ser alliberat abans de l'arribada de les forces revoltades.
Tot just acabada la guerra, intenta reorganitzar les Joventuts Comunistes a Madrid i és detingut i condemnat a mort, la qual li serà commutada per la pena de dotze anys de presó al penal d'Ocaña, on va compartir galeria amb Miguel Hernández Gilabert. Quan surt de la presó continua amb la seva militància comunista i ocupa la responsabilitat política al front de l'Agrupació Guerrillera de Catalunya. El 1949, l'organització del PSUC el trasllada a França, on, amb nom fals treballa en una pedrera fins que torna a Espanya clandestinament el 1953. Es casà amb Tomasa Cuevas Gutiérrez. És detingut de nou el 1958 i interrogat pel comissari Antonio Juan Creix, qui el va torturar penjant-lo d'unes manilles en una canonada. Va ésser jutjat en tres consells de guerra successius i finalment és condemnat cinquanta-cinc anys de presó, que complirà al penal de Burgos fins a l'any 1967.
En sortir del penal de Burgos, es reincorpora a la direcció del PSUC, del qual va ser responsable polític a la ciutat de Barcelona i membre del Comitè Executiu. Ja en democràcia, fou diputat al Congrés pel PSUC l'any 1978, substituint Antoni Gutiérrez Díaz –que havia estat elegit a les eleccions generals espanyoles del 1977–, i el 1979 i després d'un viatge a Nicaragua, el 1986 fundà l'ONG Acsur-Las Segovias. El 1998, l'Ajuntament de Barcelona li concedí la Medalla d'Honor de Barcelona. El 2004 li fou atorgada la Creu de Sant Jordi.
Morí el 12 de novembre de 2008 en una residència d'avis del districte d'Horta-Guinardó, de la ciutat de Barcelona, a l'edat de 88 anys a causa d'una malaltia respiratòria greu coneguda com a emfisema pulmonar.